# Justo Oscar Laguna
Justo Oscar Laguna (Buenos Aires, 25 de septiembre de 1929-Buenos Aires, 3 de noviembre de 2011) fue un sacerdote católico argentino y obispo emérito de Morón.

## Vida y obra

### Sus primeros años
Justo Oscar Laguna nació el 25 de septiembre de 1929 en Buenos Aires, en el edificio de la Confitería del Molino. Hijo de un matrimonio de españoles, sus padres le dieron una formación cultural consistente. A los diez años, ya había leído Madame Bovary, de Gustave Flaubert. Cursó estudios primarios en el Colegio Cornelio Saavedra, y secundarios en el Colegio Nacional Manuel Belgrano, ambos dependientes del Estado.

### Presbítero
Fue ordenado presbítero el 18 de septiembre de 1954 en la ciudad de Buenos Aires. Acompañó en la parroquia del Carmen a monseñor Gustavo Franceschi, director de la revista Criterio durante 25 años.
Más tarde, fue párroco de la Catedral de San Isidro, Provincia de Buenos Aires por 9 años. Se desempeñó como director espiritual del seminario diocesano y rector de dicho seminario por dos décadas, como fiscal eclesiástico, canciller en el año 1961 y vicario general de 1962 a 1980. En la época que fue párroco inició una larga amistad con Jorge Casaretto, de quien sería su principal consagrador años más tarde, y su amigo hasta su fallecimiento.

### Obispo
En 1975 fue nombrado por Pablo VI obispo titular de Lares y auxiliar de San Isidro; su ordenación episcopal se efectuó en la Catedral de San Isidro el 8 de marzo de 1975, siendo el consagrador principal Mons. Antonio María Aguirre, por entonces obispo de la diócesis de San Isidro. El lema de su escudo episcopal es In Verbo tuo laxabo rete (Por tu Palabra echaré las redes). El 25 de enero de 1980, Juan Pablo II lo nombró obispo de la diócesis de Morón. Laguna inició su ministerio pastoral en esa diócesis el 22 de marzo del mismo año. 

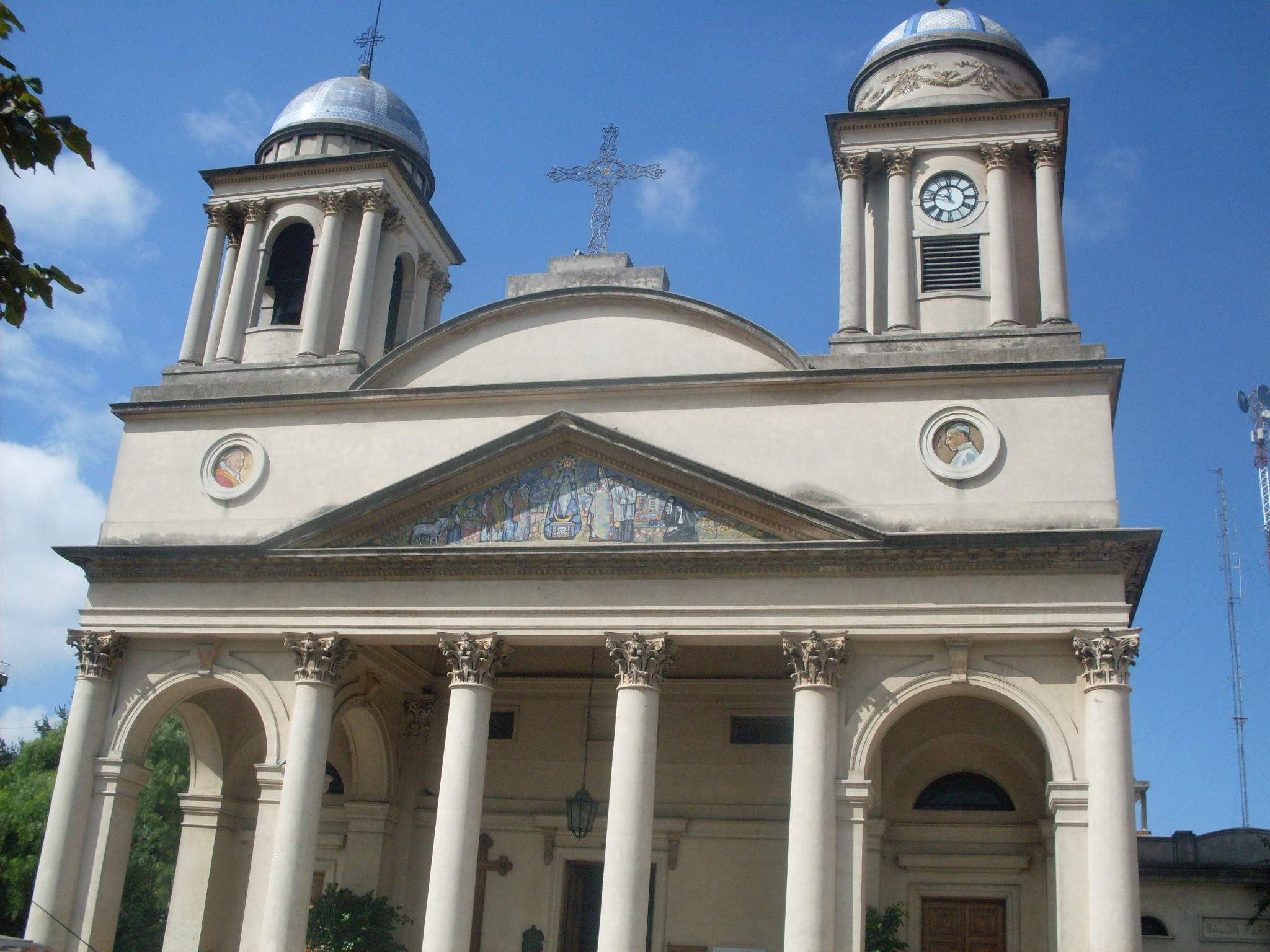
Catedral Basílica Inmaculada Concepción del Buen Viaje, sede de la diócesis de Morón de la que Justo Laguna fue obispo emérito.

Respecto a su designación como obispo de Morón, Laguna dijo:

A mí no me cambió la ordenación episcopal, pero sí me cambió Morón, el contacto con los pobres, conocerlos, acercarme a ellos para asumir su causa. No se olvide que yo venía de San Isidro. Es otro mundo. Yo hablaba de los pobres, pero sólo hablaba. Yo conozco a los pobres cuando vengo a Merlo, a Moreno y a Morón. Ahí conocí las ollas populares.

Monseñor Laguna puede ser catalogado como un "moderado" entre los obispos de Argentina y fue una figura crítica de las políticas socioeconómicas del presidente Carlos Saúl Menem. Con Raúl Alfonsín Laguna forjó una larga amistad que se inició en 1983 cuando ambos se conocieron con motivo de la mediación papal por el canal del Beagle y que continuó en el tiempo hasta que el 1 de abril de 2009 Laguna le impartió la unción de los enfermos al expresidente.
En 1987, durante la discusión de la ley del divorcio, Laguna manifestó:

El divorcio es un mal, pero es un mal para los católicos, y no podemos imponer en una sociedad plural una ley que toca a los católicos. Son los católicos los que tienen que cumplirla y no el resto

En 1996 Laguna hizo una autocrítica sobre su actuación en la dictadura militar diciendo que no hizo lo suficiente para salvar las vidas de muchos detenidos.
En febrero de 1999, Laguna hizo unas polémicas declaraciones en la revista XXI en las que refiriéndose a Juan Pablo II lamentó la intervención de la Santa Sede por razones humanitarias en favor del dictador Augusto Pinochet:

«Creo que al pobre Papa lo han enredado. Me da pena. Es un hombre que ha pedido por todo el mundo».

A los pocos días hizo público el pedido de perdón al sumo pontífice.
Monseñor Laguna trabajó en favor del ecumenismo y del diálogo interreligioso junto con el rabino Mario Rojzman con quien peregrinó a Jerusalén y se entrevistó con el Papa Juan Pablo II en Roma Como consecuencia de esa experiencia escribieron un libro titulado Todos los caminos conducen a Jerusalén (y también a Roma). En 1999, también junto con Rojzman, Laguna condujo un programa de charla y entrevistas llamado Para seguir pensando para el desaparecido canal Alef.
Durante su ministerio como obispo de la diócesis de Morón, Laguna debió hacer frente a dos resonantes casos policiales que involucraron a dos sacerdotes de su diócesis, los curas Borgione y Grassi. En 1996 se produjo el asesinato del sacerdote Mario Borgione, en el que se vinculó a otro cura, Omar Díaz, en un caso en el que se involucraba prácticas homosexuales y prostitución masculina. En el año 2002 en una investigación televisiva se acusaba al sacerdote Julio César Grassi de ser el autor de repetidos actos de abuso sexual de menores a su cargo. Laguna declaró: "la situación del padre Julio Grassi ha sido una de las cruces de mi episcopado".

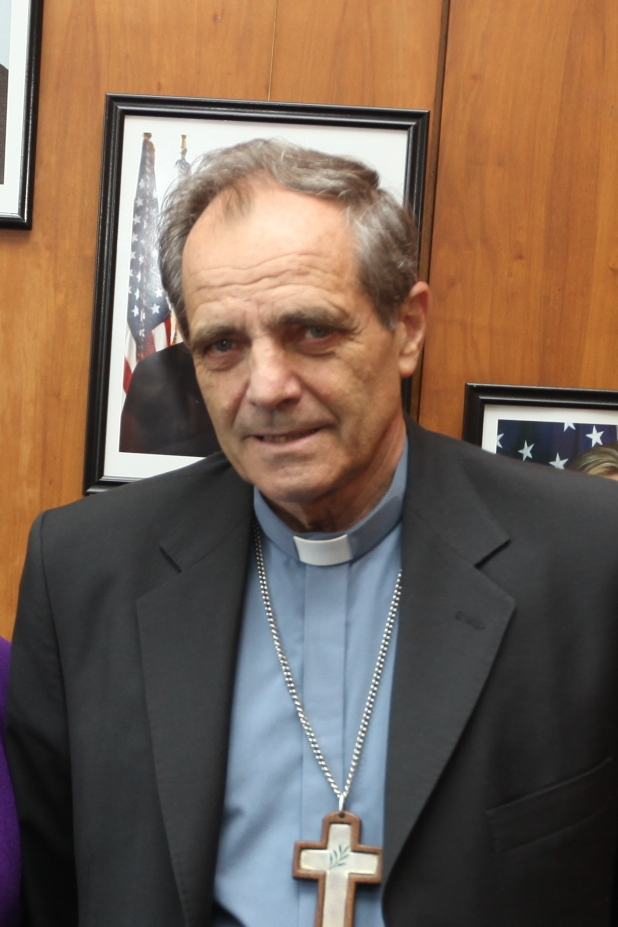
Jorge Casaretto, obispo de la diócesis de San Isidro. Justo Laguna fue su amigo y su consagrador principal. Casaretto, por su parte, acompañó a Laguna hasta su muerte el 3 de noviembre de 2011.

Laguna ofició como consagrador principal de un conjunto de obispos argentinos: Mons. Fernando María Bargalló (primer obispo de Merlo-Moreno), Mons. Gerardo Tomás Farrell (obispo coadjutor de Quilmes), Mons. Santiago Olivera (obispo de Cruz del Eje), y particularmente, Mons. Jorge Casaretto (obispo de Rafaela y más tarde de San Isidro), quien además fue un amigo personal de Laguna hasta el día de su muerte. 
En 1997 y por iniciativa de monseñor Laguna, se creó la diócesis de Merlo-Moreno, como un desprendimiento de la diócesis de Morón.
Monseñor Laguna tuvo un altercado con el sacerdote sanador Darío Betancourt luego del asesinato del cura Borgione. Sin mencionarlo, Betancourt afirmó que "un obispo me acusó a mí, a Mario (Borgione) y a Omar (Díaz, el cura detenido por el crimen), de gays". Laguna respondió que Betancourt estaba medio loco y que él no había dicho semejante cosa y agregó: "el padre Betancourt tiene prohibida la entrada a la diócesis de Morón. A mí, el sacerdote no me gusta, su estilo... El estudió teatro, y creo que cataliza su actuación".
El 30 de noviembre de 2004, le fue aceptada su renuncia por haber alcanzado el límite de edad canónica. En el mismo acto, el Papa lo designó Administrador Apostólico de Morón, oficio que desempeñó hasta el 12 de marzo, día en que asumió monseñor Luis Guillermo Eichhorn. 
En 2005, Laguna se expresó en favor de la educación sexual en los colegios y de la despenalización del aborto en determinados casos:

«... Pero los que no quieran ser castos, que no lo hagan mal, sin nada. La tradición indica que el sexo es para la procreación. Yo no lo creo. El sexo es para muchas cosas...»

Sobre el aborto, declaró:

«¿La despenalización del aborto? Yo tengo mi propia posición. Yo creo que el aborto es un crimen horrible siempre. Siempre es un crimen horrible. Pero de lo que yo no estoy tan seguro es de que haya que meter presas a víctimas. Pobres chicas... de eso no estoy tan seguro.»

Durante varios periodos fue Presidente de la Comisión Episcopal de Pastoral Social, y de la Comisión de Teología (en el presente, Fe y Cultura). Fue presidente de la Comisión Episcopal de Ecumenismo, Relaciones con el Judaísmo y otras Religiones, y vocal en la Comisión Episcopal para la Universidad Católica Argentina. En 2008 condujo unos micro programas en el canal Crónica TV.

### Derechos Humanos
En 2011 se transformó el primer miembro de la jerarquía católica argentina procesado en una causa por derechos humanos, al presuntamente mentir sobre el asesinato del obispo de San Nicolás, Ponce de León, durante la última dictadura argentina. La responsabilidad no se probó hasta el presente.
Adolfo Pérez Esquivel, premio nobel de la paz en 1980, incluyó a Justo Oscar Laguna y a Jorge Casaretto entre los obispos que, con iniciativas personales, salvaron personas durante la dictadura militar argentina iniciada en 1976.

¡Qué decir de obispos como Justo Oscar Laguna y Jorge Casaretto, que visitaron a los sacerdotes de su diócesis en la U9 y que pidieron poder encontrarme cuando yo estaba preso? Monseñor Laguna, después de animadas discusiones con los militares, pudo encontrarme en la Intendencia de la Seguridad Federal en abril de 1977.
Adolfo Pérez Esquivel

### Su fallecimiento y su figura

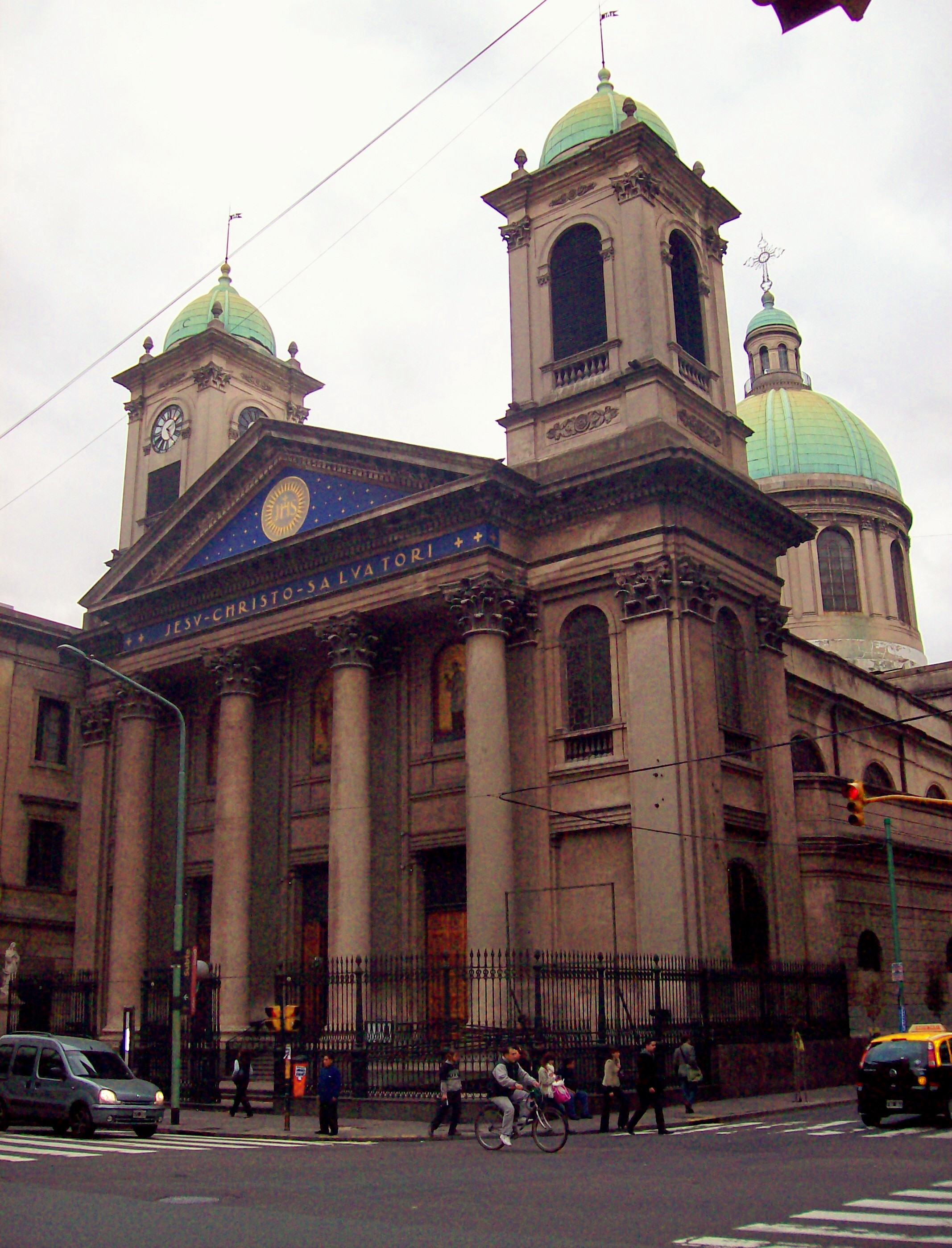
Iglesia del Salvador, donde Justo Laguna administraba el sacramento de la reconciliación en sus últimos años.

Laguna falleció en Buenos Aires el 3 de noviembre de 2011, a las dos de la mañana, luego de una operación. Al momento de su muerte vivía con su hermana en el Once, el barrio de su infancia, y administraba el sacramento de la reconciliación semanalmente en la Iglesia del Salvador. Fue obispo por 36 años y presbítero por 57.
Justo Laguna fue una de las personalidades más conocidas de la Iglesia católica de la Argentina en las décadas de 1970 a 1990 inclusive. De carácter frontal y de dialéctica clara al plantear su pensamiento y posición, esa particularidad le ocasionó problemas en más de una ocasión, tanto dentro como fuera de la estructura eclesiástica. En medio de una jerarquía católica muy conservadora cual fue la que presidió la Iglesia argentina en las décadas de 1970 y 1980, se distinguió por sus discursos dialoguistas, su carácter ecuménico, y su promoción del diálogo político y de la paz. Trabajó intensamente a fines de la década de 1970 por la consolidación de la paz entre la Argentina y Chile, y por el retorno a la democracia, ocurrido finalmente en 1983. Laguna fue sin dudas una de las figuras eclesiásticas contemporáneas argentinas más comprometidas con la sociedad y la política.

## Reconocimientos
- 1982 "Hombre del Año" por el Diario Tiempo Argentino, por el servicio y aporte al proceso de reconciliación nacional.
- 1988 "Premio a la defensa de los derechos humanos y al sistema democrático", por el colegio de Abogados de Morón
- 1990 "Doctor Honoris Causa" entregado por el Rector de la Universidad de Morón con la disertación "Educación para la paz".
- 1991 "Ciudadano Ilustre de Morón" otorgado por el Consejo Deliberante de ese Municipio.
- 1993 "Premio B' Nai B' Rith en derechos humanos" de mano del presidente de esa institución Judía. "Conciliario de honor" en reconocimiento a su servicio por el país, entregada por el Rector de la Universidad de Salta.
- 1999 la universidad Nacional de Tucumán y del Litoral lo distinguieron como visitante ilustre y huésped de honor. "Huésped de honor de la comunidad israelita de Santa Fe
- 2002 Fue declarado "Personalidad ilustre de Ituzaingó".

## Libros
- LAGUNA, JUSTO; AGUINIS, MARCOS. «Diálogos sobre la Argentina y el fin del milenio». Bs. As.:Editorial Sudamericana.
- LAGUNA, JUSTO; AGUINIS, MARCOS. «Las dudadas y las certezas: diálogos completos». Bs. As.:Editorial Sudamericana.
- LAGUNA, JUSTO; OLIVERA, SANTIAGO. «Navega mar adentro: reflexiones y enseñanzas de Monseñor Justo O. Laguna». Bs. As.:Editorial Sudamericana.
- LAGUNA, JUSTO; AGUINIS, MARCOS. «Nuevos diálogos». Bs. As.:Editorial Sudamericana.
- LAGUNA, JUSTO; CONSTENLA, JULIA. «El Ser Social, el Ser Moral y el Misterio: conversaciones con Julia Constenla». Bs. As.: Tiempo de Ideas.
- LAGUNA, JUSTO. «La soledad de los que no creen». Bs. As.:Editorial Sudamericana.
- LAGUNA, JUSTO (1996). Luces y sombras de la Iglesia que amo.
- LAGUNA, JUSTO; ROJZMAN, MARIO. «Todos los caminos conducen a Jerusalén (y también a Roma): un obispo y un rabino latinoamericanos peregrinan juntos por primera vez». Bs. As.:Editorial Sudamericana.
- LAGUNA, JUSTO; ROJZMAN, MARIO (2007). Católicos y judíos: ¡ahora nos entendemos!.

| Predecesor: Miguel Raspanti | Obispo de Morón 1979 - 2004 | Sucesor: Luis Guillermo Eichhorn |